# Hilliard Lyle
Hilliard Lyle (Allenford, Ontário, 21 de dezembro de 1879 – Beaverlodge, Alberta, 21 de maio de 1939) foi um jogador de lacrosse canadense. Lyle era membro da Shamrock Lacrosse Team na qual conquistou a medalha de ouro nos Jogos Olímpicos de Verão de 1904 em Saint Louis.